# 에프앤에프엔터테인먼트
에프앤에프엔터테인먼트(F&F Enterainment)는 대한민국의 연예 기획사로 의류 패션 기업 에프앤에프의 자회사이다.

## 현재 소속 연예인

### 가수
(그룹)
- 유니스 (진현주, 나나, 젤리 당카, 코토코, 방윤하, 엘리시아, 오윤아, 임서원)
- 아홉 (스티븐 김, 서정우, 차웅기, 장슈아이보, 박한, 제이엘, 박주원, 즈언, 미야자키 다이스케)

### 배우
- 유채희
- 김갑수
- 임세주

## 제작 프로그램
- 유니버스 티켓 - (2023.11.17 ~ 2024.1.17)
- 유니버스 리그 - (2024.11.22-2025.1.24)